# Reuilly-Diderot (metropolitana di Parigi)
Reuilly - Diderot è una stazione delle linee 1 e 8 della metropolitana di Parigi.

## La stazione
Prende il nome da Denis Diderot, e da Reuilly, un villaggio esistito nel passato oggi assorbito nel XII arrondissement.

## Galleria d'immagini

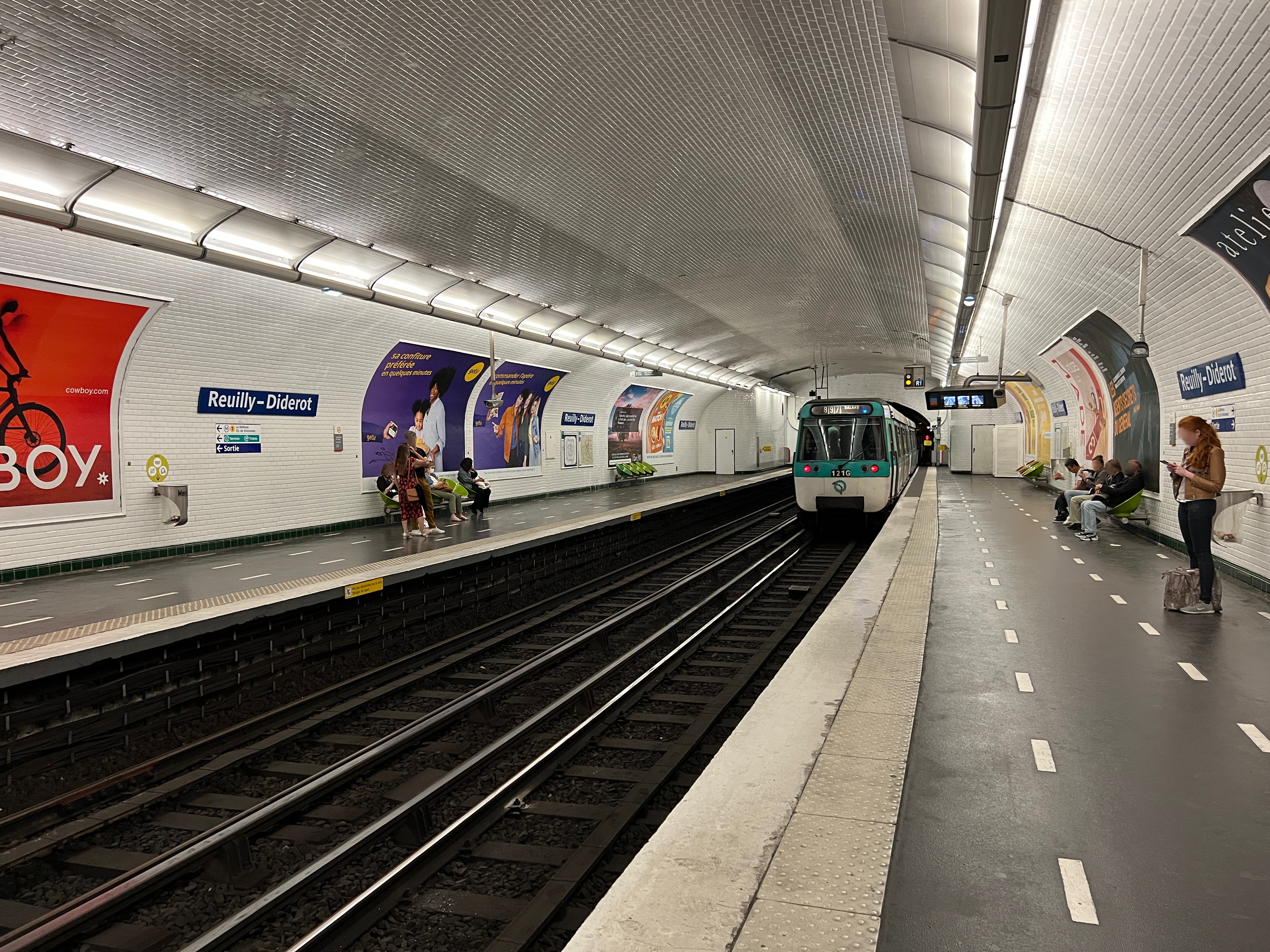
Il piano banchine della linea 8